# Brewster-Fenster

Schema eines auf dem Brewster-Winkel basierenden Polarisators. Um den Grad der Polarisation zu erhöhen sind mehrere Einzelpolarisatoren hintereinander platziert

Brewster-Fenster (nach David Brewster) werden in optischen Geräten verwendet, bei denen es auf geringste Verluste ankommt, beispielsweise in Gaslasern. Die Fensterflächen stehen dabei zur optischen Achse im Brewster-Winkel, wodurch das zur Einfallsebene parallel polarisierte Licht nicht durch Reflexion geschwächt wird. Senkrecht polarisiertes Licht wird jedoch wie gewöhnlich zu einem Teil reflektiert. Hierdurch sinkt in einem Laser die Güte des Resonators für eine Polarisationsrichtung, die andere wird dagegen bevorzugt, weshalb der Laser in dieser Mode schwingen wird.